# 傑佛里·史廷森
傑佛里·史廷森 PA（英語：Jeffrey Steenson；1952年4月1日—）為美國籍天主教會司鐸、宗座總書記官、前聖公會神職人員，他曾於2012年至2015年擔任天主教聖伯多祿寶座個別教長管轄區的教長。

## 生平

### 聖公宗時期
史廷森於1952年4月1日生於美國阿拉巴馬州魯克爾堡，他原是一名聖公宗的信友，分別於哈佛神學院及英國牛津大學基督堂學院獲取道學碩士及博士學位。
史廷森於1980年6月29日被按立為聖公會的牧師，他於2005年1月16日被祝聖為聖公會主教，並且其後出任聖公會里奧格蘭德教區的主教。2007年9月，他宣佈辭任該教區的主教職位。

### 天主教時期
2007年12月1日，史廷森正式改宗天主教會，並且前往羅馬進入宗座愛爾蘭學院接受神職培育。
史廷森於2008年12月13日領受執事聖秩，並於2009年2月21日領受司鐸聖秩，並加入聖菲總教區。
2009年11月4日，教宗本篤十六世發表宗座憲令《聖公會的結合》，宣布設立個別教長管轄區，史廷森於同年2月12日被委任為天主教聖伯多祿寶座個別教長管轄區的教長，由於史廷森本身已婚，所以他不能領受主教聖秩，但教宗特別授予他「宗座總書記官」的最高級別的蒙席頭銜。
史廷森於2015年11月24日宣佈辭任聖伯多祿寶座個別教長管轄區的教長職位。
史廷森辭任後，他於聖保祿及明尼阿波利斯總教區的聖保祿修院擔任教授及培育神師，他於2018年正式退休。

### 個人生活
史廷森是已婚，並育有三位子女。
此外，史廷森是一名業餘飛機師及飛機建造師。